# (104896) Schwanden
(104896) Schwanden est un astéroïde de la ceinture principale.

## Description
(104896) Schwanden est un astéroïde de la ceinture principale. Il fut découvert le 2 mai 2000 à Drebach par Jens Kandler. Il présente une orbite caractérisée par un demi-grand axe de 3,13 UA, une excentricité de 0,08 et une inclinaison de 19,2° par rapport à l'écliptique.

## Compléments